# Gapahuk

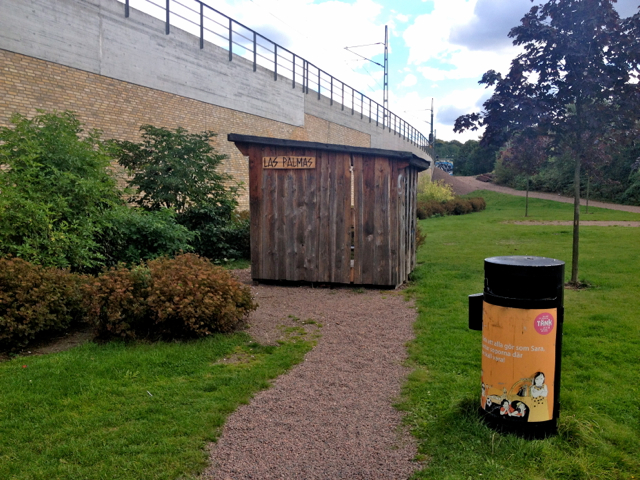
Las Palmas i Olskroken i Göteborg (Olskroksmotet) som är en del i Göteborgsprojektet Gapahuk

Gapahuk är ett begrepp från norskan (ursprungligen vindskydd) som betecknar skjul som byggts för missbrukare i Göteborg. Skjulen är tänkta fungera som vindskydd och viloplats för stadens missbrukare. Vindskjulen har byggts runt om i Göteborg med exempel i skjulen "Las Palmas" (Olskroken) och "Las Vegas" (Gamlestaden). Las Palmas namngavs och fick sin skylt av konstnärsgruppen Deluxe under våren 2011 i samband med en av deras icke sanktionerade interventioner i det offentliga rummet i Göteborg. Ett namn och skylt som parkförvaltningen senare anammade. 
Skjulen har kommit till genom ett samarbete mellan Göteborgs stadsdelsnämnder, kollektivtrafiken, polisen och näringsidkare. Västtrafik har velat få bort påverkade personer från kurerna då de kan utgöra en olycksrisk.
Gapahuk-skjulen har uppmärksammats genom utställningen Gapahuk – rum för missbruk av Mari Lagerquist och Meira Ahmemülic som från 12 oktober 2012 till 20 januari 2013 visades på Göteborgs stadsmuseum.

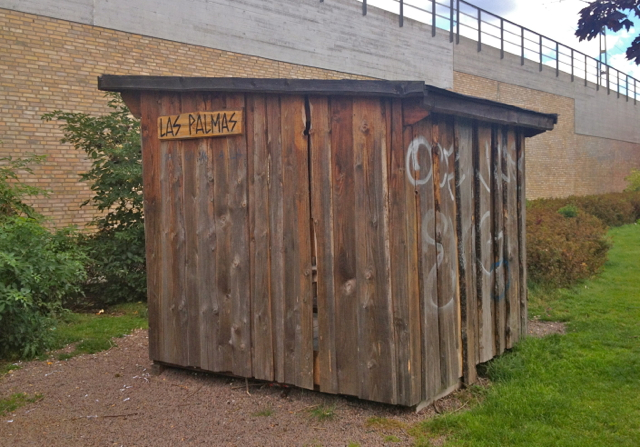
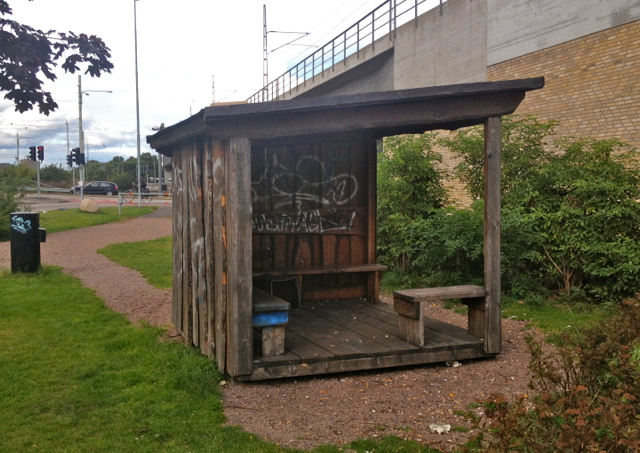
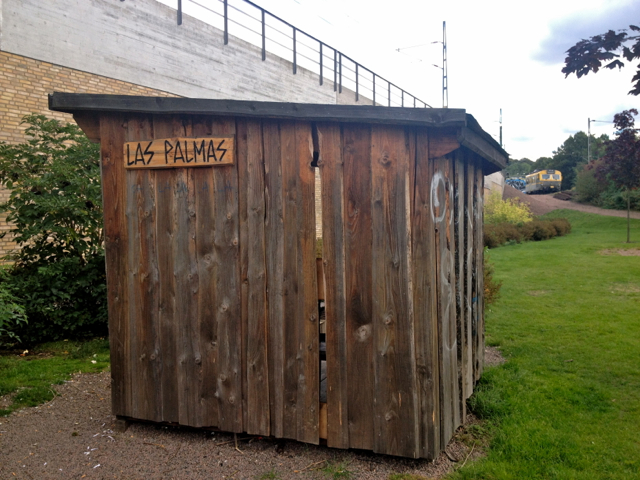